# کریشتوف کیشلوفسکی
کریشتوف کیشلوفسکی (لهستانی: Krzysztof Kieślowski؛ (۲۷ ژوئن ۱۹۴۱ - ۱۳ مارس ۱۹۹۶) کارگردان و فیلم‌نامه‌نویس اهل لهستان بود.

## جوانی
کیشلوفسکی در شهر ورشو به دنیا آمد. اما دوران کودکی‌اش در چند شهر کوچک لهستان گذشت؛ زیرا همراه با پدر مهندسش که مبتلا به سل بود، در پی بهبودی به شهرهای مختلفی می‌رفت. در شانزده‌سالگی در یک دورهٔ آموزش آتش‌نشانی شرکت کرد؛ ولی پس از ۳ ماه آن را رها کرد. در سال ۱۹۵۷ بدون آنکه هدف شغلی خاصی را مدنظر داشته باشد، وارد دانشکدهٔ فنی تئاتر ورشو شد؛ زیرا یکی از اقوامش آنجا را اداره می‌کرد. سپس تصمیم گرفت کارگردان تئاتر شود، اما چون مدرک لیسانس لازم برای تحصیل در دورهٔ کارگردانی را نداشت، تحصیل در سینما را به‌عنوان قدم میانی انتخاب کرد.
کیشلوفسکی علاقه‌مند به تحصیل در مدرسه ملی فیلم ووچ بود جایی که دو کارگردان دیگر لهستانی، آندری وایدا و رومن پولانسکی را تربیت کرده بود. بعد از ترک کالج و کار خیاطی تئاتر، دو بار برای ورود به مدرسهٔ فیلم لودز درخواست فرستاد و رد شد. در این حین به منظور نرفتن به خدمت سربازی دانشجوی هنر شد. سپس یک رژیم غذایی سخت گرفت تا معافیت پزشکی بگیرد. پس از چند ماه تلاش برای سربازی نرفتن بالأخره برای بار سوم مدرسهٔ لودز درخواست او را پذیرفت.
او در سال‌های ۱۹۶۴ تا ۱۹۶۸ در مدرسهٔ لودز مشغول به تحصیل بود، در دوره‌ای با درجهٔ نسبتاً بالایی از آزادی هنری. پس از آن کیشلوفسکی، علاقه‌اش را به تئاتر از دست داد و تصمیم گرفت فیلم مستند بسازد.

## مستندها
مستندهای کیشلوفسکی در این دوره بیشتر به زندگی روزمرهٔ شهروندان، کارگران و سربازان می‌پرداخت. اگرچه او آشکارا فیلم‌ساز سیاسی نبود، اما زود متوجه شد که تلاش برای ارائهٔ تصویری دقیق از زندگی مردم لهستان، او را با حکومت درخواهد انداخت. فیلم تلویزیونی‌اش کارگران ۷۱ که تصویرگر کارگرانی بود که دربارهٔ دلایل اعتصابات سال ۱۹۷۰ بحث می‌کردند، با سانسور فراوان به نمایش درآمد.
پس از کارگران ۷۱، او در فیلم شرح زندگی نگاهش را مستقیماً معطوف به مقامات حکومتی کرد. فیلم شرح زندگی، ترکیبی بود از نمایش مستند گردهمایی دفتر مرکزی حزب کمونیست و داستانی خیالی دربارهٔ مردی که مقامات او را بازجویی می‌کنند. اگرچه کیشلوفسکی معتقد بود فیلم پیامی ضد اقتدارگرایی دارد، اما همکارانش او را به همکاری با حکومت در طول تولید فیلم متهم کردند.
او بعدها گفت که به دو دلیل مستند را کنار گذاشته‌است: سانسور کارگران ۷۱ که باعث تردید او در چگونگی بیان حقیقت در یک تمامیت‌خواه شد، و حادثه‌ای هنگام ساختن ایستگاه (۱۹۸۱)، که باعث شد قسمت‌هایی از فیلم به‌عنوان مدرک در یک پروندهٔ جنایی استفاده شود. فیلمِ داستانی به او آزادی هنری می‌داد و می‌توانست زندگی روزمره را صادقانه‌تر به تصویر بکشد.

## فیلمسازی در لهستان
اولین فیلم غیر مستند کیشلوفسکی کارکنان (۱۹۷۵) بود. فیلمی که برای تلویزیون ساخته شده بود و اولین جایزه را برای او از جشنواره مانهایم به‌ارمغان آورد. این فیلم و فیلم بعدی‌اش زخم هر دو دربارهٔ واقعیت‌های اجتماعی بودند. کارکنان با الهام از تجربیات اولیه‌اش در دانشکدهٔ فنی تئاتر، دربارهٔ مهندسانی بود که روی ساخت یک صحنهٔ نمایش کار می‌کردند و زخم، تغییر و تحولات در یک شهر کوچک را پس از اجرای یک طرح صنعتی بدون برنامه‌ریزی درست نشان می‌داد. این فیلم‌ها با شیوه‌ای مستندگونه و با بازیگران غیرحرفه‌ای ساخته شدند و همچون فیلم‌های قبلی‌اش با بیانی غیرصریح، تصویرگر زندگی روزمره زیر سلطهٔ یک سیستم رو به اضمحلال بود.
شیفتۀ دوربین ساختهٔ ۱۹۷۹ (برندهٔ جایزهٔ اصلی از جشنواره بین‌المللی فیلم مسکو) و بخت کور ساختهٔ ۱۹۸۱ فیلم‌هایی در همان خط فکری بودند. با این تفاوت که این‌بار بیشتر تمرکز این دو فیلم، به‌جای یک جامعه، بر انتخاب‌های اخلاقی یک شخصیت انسانی بود. در همین دوران کیشلوفسکی همراه با چند کارگردان دیگر لهستانی از جمله آندری وایدا به‌عنوان اعضای جنبش رهایی مطرح شدند. جنبشی که به دغدغه‌های اخلاقی در سینما معتقد بود. ارتباط او با این کارگردانان توجه دولت لهستان را برانگیخت و باعث سانسور و فیلمبرداری یا تدوین مجدد فیلم‌های او در این دوران شد. فیلم بخت کور تا شش سال پس از ساخت، امکان نمایش داخلی پیدا نکرد.
پایانی نیست ساختهٔ ۱۹۸۴ شاید اولین فیلم صریح سیاسی او باشد. این فیلم نمایشگر دادگاه‌های سیاسی در لهستان در زمان حکومت نظامی، از دید روح یک وکیل و همسر بیوه‌اش است. هم دولت و هم مخالفان از فیلم به‌شدت انتقاد کردند. این فیلم آغازگر دوران همکاری نزدیک او با دو نفر بود، یکی کشیشتف پیسیویچ (فیلم‌نامه‌نویس) و دیگری زبیگنیف پرایسنر (آهنگساز). پیسیویچ یک وکیل دادگستری بود. کیشلوفسکی در جریان تحقیقات دربارهٔ دادگاه‌های سیاسی زمان حکومت نظامی، برای ساختن فیلم مستند در همین باره با او آشنا شده بود. او فیلمنامه‌نویس اصلی آثار بعدی کیشلوفسکی شد. پرایسنر نیز آهنگساز اغلب آثار بعدی کیشلوفسکی شد. موسیقی پرایسنر برای فیلم پایانی نیست و بیشتر مجموعه فیلم‌های کیشلوفسکی امتیاز محسوب می‌شد. این موسیقی نقش برجسته‌ای در فیلم‌های کیشلوفسکی داشت.
ده فرمان (۱۹۸۸) مجموعه‌ای‌ست از ده فیلم کوتاه که در مجتمع آپارتمانی در ورشو فیلمبرداری شده‌است. هر یک براساس یکی از فرمان‌های «ده فرمان» موسی، برای تلویزیون لهستان و با سرمایه‌گذاری آلمان غربی ساخته شد. این مجموعه در حال حاضر یکی از بهترین مجموعه فیلم‌های تحسین‌شده توسط منتقدان در همهٔ دوران‌هاست. کیشلوفسکی و کشیشتف پیسیویچ فیلمنامه‌نویسان مجموعه بودند و قرار بود ده کارگردان مختلف این ده قسمت را بسازند. اما کیشلوفسکی متوجه شد که نمی‌تواند از کنترل کردن این پروژه دست بکشد و آن را به دیگران بسپارد. سرانجام تمام قسمت‌ها را او کارگردانی کرد و تنها مدیران فیلمبرداری متفاوت بودند. اپیزود پنجم و ششم به‌صورت جداگانه و با مدت زمان بیشتر با نام‌های «فیلمی کوتاه دربارهٔ کشتن» و «فیلمی کوتاه دربارهٔ عشق» ساخته شدند. او قصد داشت اپیزود نهم را هم به‌صورت مستقل و با نام «فیلمی کوتاه دربارهٔ حسادت» بسازد، اما خستگی مانع از آن شد که او در کمتر از یک سال ۱۳ فیلم بسازد.

## فیلمسازی در خارج از لهستان
چهار فیلم آخر کیشلوفسکی تهیه‌کنندگان خارجی داشت. بیشتر با سرمایه‌گذاری فرانسه و به‌ویژه با تهیه‌کنندگی مارین کارمیتز. این فیلم‌ها متکی بر اخلاق و امور ماورایی بودند. مشابه مسیر داستانی ده فرمان و شانس کور اما در سطح انتزاعی بیشتر، بازیگران کمتر، داستان‌های فرعی بیشتر و توجه کمتر به اجتماع. «لهستان» در این فیلم‌ها اغلب از دید یک اروپایی غیر لهستانی به نمایش درمی‌آمد. هر چهار فیلم با کمی اختلاف با موفقیت تجاری روبه‌رو شدند.
اولین آنها زندگی دوگانه ورونیکا (۱۹۹۰) با بازی ایرن ژاکوب بود. موفقیت تجاری این فیلم به او اجازه داد تا سرمایهٔ لازم برای ساخت آرزوی خودش (ساخت سه‌گانهٔ سه رنگ) را فراهم سازد. آثاری بسیار تحسین‌شده پس از ده فرمان. این سه فیلم جوایز جهانی بسیاری را برای او به‌ارمغان آوردند. از جمله شیر طلایی بهترین فیلم و شیر نقره‌ای بهترین کارگردان از جشنوارهٔ ونیز و خرس طلایی بهترین کارگردان از جشنوارهٔ برلین همراه با سه بار نامزدی اسکار بهترین فیلم خارجی. سه‌گانه‌ای که دستاوردی مهم در سینمای مدرن به‌حساب می‌آیند.

## درگذشت

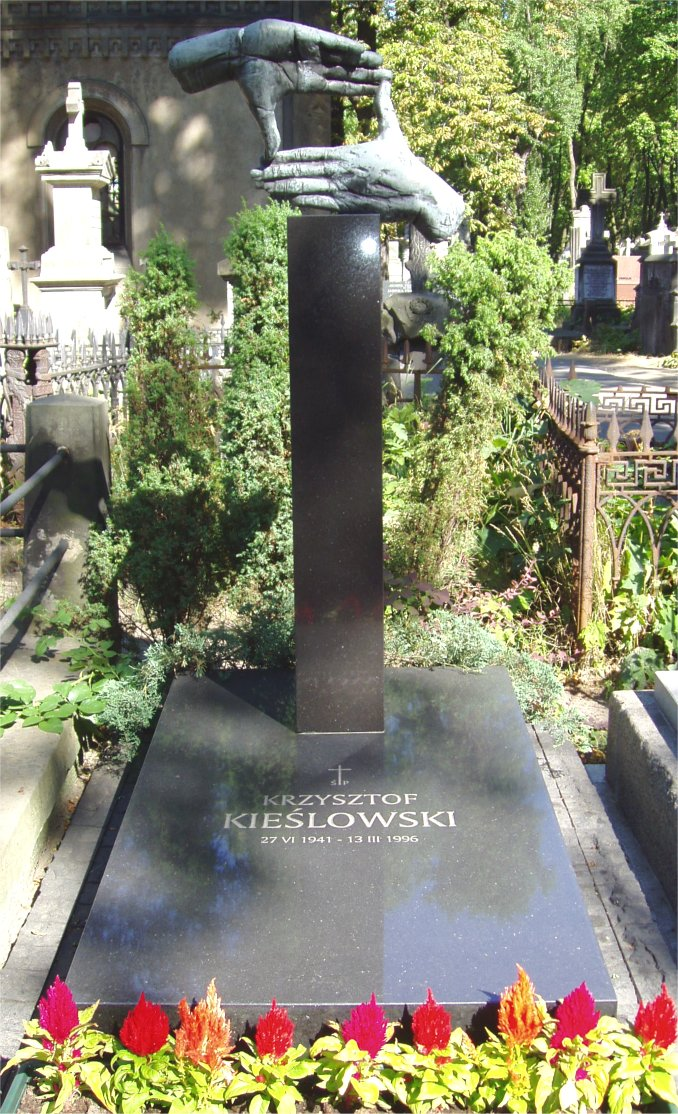
سنگ قبر کیشلوفسکی

کیشلوفسکی در ۵۴ سالگی در ۱۳ مارس ۱۹۹۶ در حین عمل باز قلب، از حملهٔ قلبی درگذشت و در گورستان پوونسکوفسکی در ورشو به خاک سپرده شد.
قبر او در قطعهٔ مخصوص شمارهٔ ۲۳ قرار دارد و مجسمه‌ای از هر دو دست او که همان شکل معروف کادر دوربین فیلمبرداری را تشکیل می‌دهند بر روی آن قرار دارد. مجسمه‌ای کوچک از جنس سنگی سیاه‌رنگ بر پایه‌ای با ارتفاع یک متر. روی سنگ قبر هم نام، سال تولد و درگذشت نوشته شده‌است. از او و همسرش ماریا، دخترش مارتا به یادگار مانده‌است.
او پس از گذشت سال‌ها از درگذشتش همچنان یک از کارگردانان مهم و اثرگذار اروپایی است که آثارش در جهان تدریس می‌شوند. در سال ۱۹۹۳ کتاب کیشلوفسکی از زبان کیشلوفسکی که توصیفی از زندگی و آثار او بر پایهٔ گفت‌وگوهایش با دانیوش استوک است، به چاپ رسید. همچنین فیلمی بر اساس زندگی او با نام کریستوف کیشلوفسکی: من آدم متوسطی هستم (۱۹۹۵) به کارگردانی کریستوف ویرزبیکی ساخته شده‌است.
اگرچه او می‌گفت که پس از ساخته‌شدن سه رنگ می‌خواهد بازنشسته شود، ولی روی سه‌گانه‌ای جدید با فیلمنامه‌ای از پیسویچ دربارهٔ بهشت، دوزخ، برزخ بر پایهٔ کمدی الهی اثر «دانته» کار می‌کرد. فیلمنامه همانند ده فرمان برای کارگردانی شخص دیگری نوشته شده بود، اما با مرگ نابهنگام او مشخص نشد چه زمانی او این بازنشستگی خودخواسته را پایان خواهد داد و خودش این سه‌گانه را کارگردانی خواهد کرد. تنها فیلمنامهٔ کامل این سه‌گانه بهشت بود که تام تیکور آن را در سال ۲۰۰۲ ساخت و در جشنواره بین‌المللی فیلم تورنتو به نمایش درآمد. از دو فیلم دیگر در زمان درگذشت او فقط ۳۰ صفحه پیش‌نویس باقی مانده بود. کشیشتف پیسیویچ آنها را کامل کرد و در سال ۲۰۰۵ کارگردان بوسنیایی دانیس تانویچ جهنم را با بازی «امانوئل برت» کارگردانی کرد.
کارگردان و بازیگر لهستانی یرژی اشتور که در چند فیلم او بازی کرده بود و فیلمنامه‌نویس اصلی شیفته دوربین نیز بود اقتباس خودش را از فیلمنامهٔ فیلم‌نشدهٔ حیوان بزرگ در سال ۲۰۰۰ به فیلم درآورد.
کتاب زندگی‌ام همه‌چیز من است، سلسله گفت‌وگوهای کیشلوفسکی با رسانه‌های لهستانی و غیر لهستانی است که آنا مارچینوفسکا که سال‌ها در ایران زندگی کرده، آن را برای آشنایی بیشتر ایرانیان با شخصیت فیلمساز لهستانی، گردآوری و ترجمه کرد.

## فیلم‌شناسی
| نام فیلم                                    | سال  | توضیحات        |
| ------------------------------------------- | ---- | -------------- |
| از شهر ووچ                                  | ۱۹۶۶ | فیلم مستند     |
| من سرباز بودم                               | ۱۹۷۰ | فیلم مستند     |
| کارگران ۷۱: در نبود ما، چیزی درباره ما نیست | ۱۹۷۱ | فیلم مستند     |
| راهروی زیرزمینی                             | ۱۹۷۳ | تلویزیونی      |
| عشق اول                                     | ۱۹۷۴ | فیلم مستند     |
| سوابق کاری                                  | ۱۹۷۵ | فیلم مستند     |
| بیمارستان                                   | ۱۹۷۶ | فیلم مستند     |
| کارکنان                                     | ۱۹۷۶ | تلویزیونی (TV) |
| زخم                                         | ۱۹۷۶ |                |
| نمی‌دانم                                     | ۱۹۷۷ | فیلم مستند     |
| از دید یک نگهبان شب                         | ۱۹۷۸ | فیلم مستند     |
| شیفته دوربین                                | ۱۹۷۹ |                |
| سرهای سخنگو                                 | ۱۹۸۰ | فیلم مستند     |
| ایستگاه                                     | ۱۹۸۰ | فیلم مستند     |
| صلح                                         | ۱۹۸۰ | تلویزیونی (TV) |
| بخت کور                                     | ۱۹۸۱ |                |
| روز کوتاه کاری                              | ۱۹۸۱ | تلویزیونی (TV) |
| پایانی نیست                                 | ۱۹۸۵ |                |
| فیلمی کوتاه درباره کشتن                     | ۱۹۸۸ |                |
| فیلمی کوتاه درباره عشق                      | ۱۹۸۸ |                |
| ده فرمان                                    | ۱۹۸۹ | تلویزیونی      |
| زندگی دوگانه ورونیکا                        | ۱۹۹۱ |                |
| سه رنگ: آبی                                 | ۱۹۹۳ |                |
| سه رنگ: سفید                                | ۱۹۹۴ |                |
| سه رنگ: قرمز                                | ۱۹۹۴ |                |

### سریال
- ده فرمان (مجموعه تلویزیونی)